# Поль Пелліо
Поль Пелліо (Пелло, фр. Paul Pelliot; 28 травня 1878, Париж — 26 жовтня 1945, там же) — французький сходознавець, фахівець з історії Китаю, історії даосизму, буддизму та іноземних релігій в Китаї. Займався дослідженням мови і культури монголів, а також історії та культури інших центральноазійських народів.
Професор Коллеж де Франс (з 1911 р.); головний редактор синологічного журналу «T'oung Pao (通報)»(з 1920 р.); член Академії написів і красного письменства (1921 р.), іноземний член-кореспондент Академії наук СРСР (1922 р.); президент Азійського товариства (Societé Asiatique; з 1935 р.). Під час окупації Франції німецькими військами (1940 — 44 рр.) брав участь в русі Опору.

## Біографія

### Ранні роки
Спочатку Пелліо збирався будувати власну кар'єру на дипломатичній службі, для чого почав вивчати китайську мову в École des Langues Orientales Vivantes. Там на нього звернули увагу вчені-сходознавці Е. Шаванн і С. Леві, які заохотили його до занять наукою. У 1900 р. Поль прибув до Ханоя, звідки в якості співробітника заснованої у В'єтнамі Французької Школи Далекого Сходу (École française d'Extrême-Orient) був відправлений в Пекін для закупівлі книг. Пелліо з'явився в столиці імперії Цін в липні 1900 року — в розпал кривавого Боксерського повстання. Він проявив хоробрість під час захисту Посольського кварталу, і після повернення в Ханой в 1901 р. був нагороджений Орденом Почесного легіону. Незабаром Поль Пелліо став професором Школи і наступні кілька років розділяв час між науковими заняттями і поїздками в Китай для придбання книг. У 1904 році він повернувся до Франції, щоб представляти Школу на XIV Міжнародному Конгресі сходознавців (Алжир, 1905 р.).

### Експедиція до Центральної Азії
У 1905 р. Поль Пелліо був призначений керівником французької експедиції в Східний Туркестан; він відповідав за історичні, археологічні та лінгвістичні дослідження. Топографічні, астрономічні та природничо-наукові спостереження покладалися на військового лікаря Луї Вайана (Louis Vaillant); їх супутником був фотограф Шарль Нуетт (Charles Nouette, 1869—1910). Покинувши Париж 15 червня 1906 р., мандрівники через десять днів прибули залізницею в Ташкент, а звідти, уже іншим поїздом, — в Андижан. Підготовка до подальшої дороги затягнулася до 11 серпня, коли французи виступили в супроводі двох козаків і каравану з тридцяти коней.

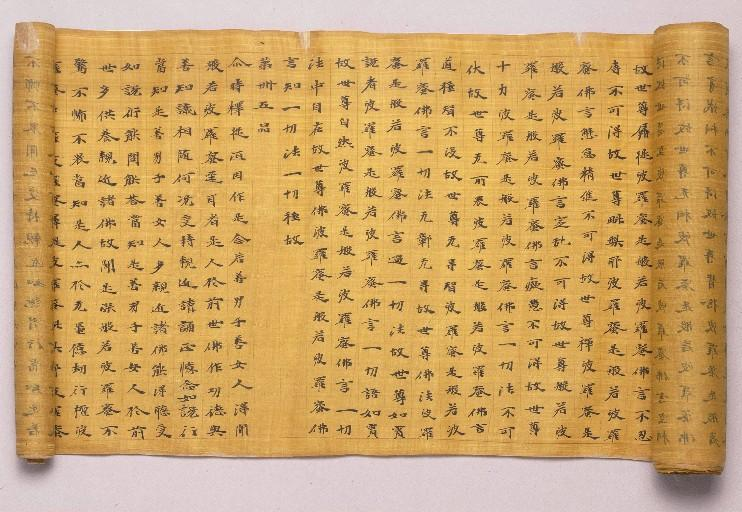
Сутра. Китайський манускрипт на шовку (V ст.), вивезений з Моґао експедицією Пелліо. Національна бібліотека Франції

У Кашгар експедиція прибула через два місяці після того, як там побував угорський мандрівник Марк Аурель Стейн. За шість тижнів досліджень в трьох печерах і городищі Тегурман була зібрана колекція рукописів. 18 жовтня Пелліо та його супутники рушили на схід від Кашгара і через два тижні досягли розташованого на відстані 300 км монастирського комплексу Тумшук, де раніше вів розкопки швед Свен Гедін. Тут команді Пелліо вдалося виявити невідомий раніше храм.
15 грудня французи виїхали в Кучу, куди прибули 2 січня 1907 р.. Пелліо не став зупинятися поблизу буддійських храмів, де раніше працювали японські (Перша експедиція Отані), німецькі й російські дослідники; він зайнявся розкопками залишків бібліотеки в Дулгур-Агурі, на південь від Кучі (16 березня — 22 травня). Йому вдалося виявити 200 фрагментів китайських рукописів і рукописи на брахмі. В районі Субаші, на північний схід від Кучі, з 10 червня по 24 липня було виявлено безліч рукописних фрагментів, в тому числі дерев'яні дощечки з написами на санскриті і мертвою Кучинською мовою («західно-тохарскою»).

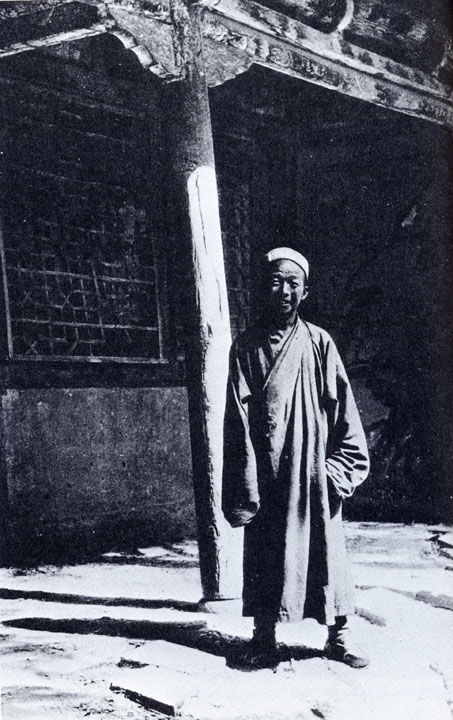
Ван Юаньлу

Покинувши Кучу, Пелліо та його супутники направилися через Урумчі в Дуньхуан, де опинилися 12 лютого 1908 р.. За три місяці (27 лютого — 27 травня) було досліджено близько 500 печер храмового комплексу Моґао. Пелліо та Нуетт, на відміну від Стейна, який побував тут раніше, провели системне вивчення печер, підготувавши докладні письмові та фотозвіти. Отримавши 3 березня дозвіл на роботу в печерній бібліотеці, французькі вчені виявили там десятки тисяч рукописів на санскриті, китайською, уйгурською й тибетською мовами. В результаті трьох тижнів роботи Пелліо відібрав безліч цінних документів, статуї, малюнки на шовку. За невелику ціну вони були придбані у Ван Юаньлу (fr: Wang Yuanlu), даоського ченця, доглядача печер.
Експедиція покинула Дуньхуан 7 червня і 28 вересня прибула в Сіань. Зібрані матеріали впродовж місяця пакували і готувалися до подальшого шляху. Потім науковці через Чженчжоу вирушили в Пекін, звідкіля Нуетт і Вайан разом із знахідками відпливли в Париж. Пелліо залишився в Пекіні, де передав китайським колегам частину рукописів, а також закупив близько 30 тисяч книг, що склали пізніше основу бібліотеки для вивчення Центральної Азії.
Рукописи і книги, привезені експедицією, були передані в Національну бібліотеку Франції; статуї, живопис, ікони і прапори — в Лувр, звідки в 1945—1946 рр. вони були переміщені в Національний музей східних мистецтв Ґіме. Близько 800 зразків рослин, 200 птахів, ссавців, комах, зразки мінералів поповнили колекції Національного музею природознавства у Парижі.

### Пізніша діяльність
У 1918 р., за сприяння свого друга Стефана Пішона, Пелліо був призначений французьким військовим аташе в Пекіні.
Під час окупації Франції німецькими військами (1940 — 44 рр.) Пелліо брав участь в русі Опору.

## Вибрані праці
- Les influences iraniennes en Asie centrale et en Extrême -Orient // Revue d'Histoire et de Littérature Religieuses, NS 3, 1912, pp.   97-119.
- Chrétiens d'Asie Centrale et d'Extrême-Orient // T'oung Pao, 15, 1914.
- Les traditions manichéennes au Foukien // T'oung Pao, 22, 1923, pp.   193—208.
- Les Mongols et la Papauté // Revue de l'Orient chrétien, 3e sér. 3 (23), 1922/23, pp.   3-30; 4 (24), 1924, pp.   225—335; 8 (28), 1931, pp.   3-84.
- Les systěmes d'écriture en usage chez les anciens Mongols // Asia Major, 1925, v. 2, fasc. 2.
- Oeuvres posthumes, v. 1-6, P., 1949—1960
- Histoire secréte des mongols. Paris, 1948.
- Notes sur Marco Polo, ed. L. Hambis, 3 vols., Paris 1959-63.